# Лассі Гурскайнен
Лассі Еліас Гурскайнен (фін. Lassi Elias Hurskainen; нар. 8 квітня 1987, Йоенсуу, Фінляндія) — фінський футболіст, в даний час грає професійний футбольний клуб ГІФК. Певний час грав за команду університету Ешвіл аж до 2011 (закінчив навчання).

## Особисте життя
Гурскайнен виріс в Йоенсуу, Фінляндія і навчався в Joensuun Lyseon Lukio (середня школа). У 2007 році Гурскайнен служив в Збройних силах Фінляндії.

## Популярність на YouTube
14 лютого 2011, Гурскайнен заручившись допомогою двох друзів з UNC Ешвілл створили футбольне відео Trick Shot і завантажили його на YouTube. За декілька місяців кількість переглядів відео виросла до понад 4 млн. Відео та наступні відео були показані на ESPN, Good Morning America, і на різних місцевих телеканалах відповідно.